# Michael Brenner (Impresario)

Das Logo von Brenners Agentur

Michael Brenner (* 1. Januar 1952 in Ludwigshafen am Rhein; † 21. Mai 2011 in Erpolzheim) war ein deutscher Impresario und Theaterproduzent.

## Werdegang
Der Impresario Michael Brenner veranstaltete bereits in den achtziger Jahren Musicals, Ballettaufführungen und Konzerte. 1987 legte er mit der Gründung von BB Promotion – The Art of Entertainment den Grundstein der BB Group, die zu den führenden Agenturen in den Bereichen Entwicklung, Produktion, Management, Marketing, Ticketing und Merchandising von hochklassigem Live-Entertainment in Europa und weltweit zählt.

## Tanz-, Musik- und Musical-Produktionen
Michael Brenner hat eine Vielzahl von Musicals produziert. 2009 entstand eine große Neuproduktion von Hairspray im Kölner Musical Dome. In Kooperation mit QUEEN produzierte er im Jahr 2004 das Musical We Will Rock You, das im Musical Dome Köln von 2004 bis 2008 zu erleben war, sowie weiterhin in Zürich, Wien, Stuttgart und in anderen europäischen Großstädten. Die Premiere im Theater des Westens in Berlin fand im Oktober 2010 statt. Seit 2003 produzierte Michael Brenner internationale Tourneen der Originalproduktion von West Side Story, darunter Gastspiele in London, Sydney, Paris, Peking, Singapur und Berlin.
Als Theaterproduzent erstellte Michael Brenner Musical-Produktionen von Grease (1994–96), Saturday Night Fever (1998–2006), Chicago (2005), Rent (2000, 2007) und erstmals in Deutschland in englischer Originalfassung, die Neuinszenierung von Richard O’Briens Rocky Horror Show (2008) sowie Swing! (am Broadway 1998).
Weiterhin brachte die BB Group viele Musik- und Bühnenshows sowie in großer Zahl Originalproduktionen von Musicals auf die europäischen und außereuropäischen Bühnen, darunter Tanguera, das erste Tango-Musical weltweit (seit 2007), CATS (2008), die Tanz-Revue Fosse (2001), STOMP! (seit 1997), Matthew Bourne’s Swan Lake (2000, 2002),  Yamato – The Drummers of Japan (seit 2002), Tap Dogs (1998–2005), The Harlem Gospel Singers (seit 1991) sowie viele weitere Produktionen aus aller Welt.
Neben der Verpflichtung von Weltstars wie Shirley MacLaine, Diana Ross, Marcel Marceau, Rudolf Nurejew und Mikhail Baryshnikov gewann die BB Group durch die Präsentation bedeutender Tanz-Ensembles, darunter das Alvin Ailey American Dance Theater, die Martha Graham Dance Company und das Ballet Nacional de España, ein Profil als Produzent von hochklassigem Tanztheater.

## Konzertpromotion
Seit den frühen achtziger Jahren hat sich Michael Brenners Unternehmen im Westen und Südwesten Deutschlands zum regionalen Promoter einer Vielzahl großer Konzertereignisse entwickelt, darunter Shows von Bob Dylan, The Eagles, Stevie Wonder, Bruce Springsteen, Guns N’ Roses, QUEEN, Sting, Coldplay, Céline Dion, Neil Diamond und den Rolling Stones.

## Tod
Nach einem Verkehrsunfall verstarb Michael Brenner am 21. Mai 2011 im Alter von 59 Jahren.